# William Powell Frith
William Powell Frith (født 19. januar 1819, død 9. november 1909) var en engelsk maler, medlem af Royal Academy i 1853. Han er særligt kendt for sine folkelivsskildringer, hvor The Derby Day (1858) i Tate Gallery, London, og The Railway Station (1862) lagde grundlaget for hans enorme popularitet i samtiden. Han udgav en selvbiografi (1887-88).